# Clara Sosa
María Clara Sosa Perdomo (n. Asunción, Paraguay, 25 de septiembre de 1993) es una modelo, presentadora de televisión y chef paraguaya, ganadora del concurso de belleza Miss Grand Internacional 2018 en Rangún, Myanmar.

## Biografía
Clara Sosa nació el 25 de septiembre de 1993 en Asunción, Paraguay, pero con residencia en San Lorenzo, ciudad del área metropolitana de Asunción. Es hija de Enrique Sosa, funcionario de gobierno y de Alba Lidia Perdomo, psicóloga. Tiene 4 hermanos: Santiago, Sebastián, Esteban y Juan. Trabaja como modelo desde los 17 años y luego de varios trabajos, forma parte de la agencia de modelos 'ON Management'. También integra el personal del programa «La mañana de Unicanal», presentando el bloque de cocina.
Culminó sus estudios secundarios en la ciudad de San Lorenzo. Estudió la carrera de Derecho, como así también la de Chef profesional en el Instituto Gastronómico de las Américas (IGA).  
Sus inicios en los certámenes de belleza se dieron con la participación en concursos como Miss San Lorenzo, y Miss Expo. En el año 2015 se produce su primera participación en un certamen internacional, siendo designada para representar al Paraguay en el Miss Model of the World 2015 en China, donde llega al Top 20 y además obtiene la mención de Miss Model Americas.

### Miss Grand Paraguay 2018
El 18 de febrero del 2018 Sosa participó en Reinas de Asunción, donde salió electa Miss Grand Asunción, obteniendo así el derecho de representar al distrito capital en el Miss Grand Paraguay 2018.

El 9 de junio del 2018, en el Teatro del Hotel Guaraní, Clara se corona como la nueva Miss Grand Paraguay 2018, donde también ganó los premios especiales: Mejor Silueta y Mejor Traje Alegórico.

### Miss Grand Internacional 2018
El 25 de octubre de 2018, en la gala final de Miss Grand International 2018 celebrada en Rangún, Myanmar, Clara Sosa fue declarada ganadora, superando a la favorita del público, Meenakshi Chaudhary de India. Es la primera mujer paraguaya en ganar el título y la cuarta latina en ser coronada Miss Grand International. siendo así la segunda sudamericana en llevarse la corona, después de María José Lora de Perú. 
Durante su reinado Clara visitó alrededor de 12 países: Brasil, Camboya, Ecuador, España, Indonesia, Malasia, México, Myanmar, Paraguay, Perú, Tailandia, Indonesia, Venezuela. 
El 25 de octubre de 2019 coronó en Caracas, Venezuela a su sucesora, Valentina Figuera de Venezuela.
Tras culminar su reinado se retiró parcialmente de la vida pública, dedicándose a su emprendimiento gastronómico llamado Al Fuego, en su ciudad San Lorenzo. Está comprometida con su novio Roberto Elizalde, actual candidato a diputado nacional del  Departamento Central por el Partido Libertad y República.